# Rafael Alkorta
Rafael Alkorta Martinez, né le 16 septembre 1968 à Bilbao en Espagne, est un footballeur international espagnol d'origine basque évoluant au poste de défenseur central à l'Athletic Bilbao et au Real Madrid. Il est à partir de 2018 directeur sportif de l'Athletic Bilbao.
Natif de Bilbao en 1968, Rafael Alkorta intègre l'Athletic Bilbao à l'âge de 12 ans et progresse dans ses équipes de jeunes. Il dispute son premier match en Primera División à l'âge de 19 ans. Il est joueur de l'Athletic Bilbao jusqu'en 1993 et rejoint ensuite le Real Madrid où il gagne trois trophées. Il revient à Bilbao en 1997 et y reste jusqu'à la fin de sa carrière de joueur, en 2002.
En sélection nationale, régulièrement appelé dans les catégories de jeunes, il intègre la Roja en 1990 et figure dans le groupe espagnol pour la Coupe du monde 1990, la Coupe du monde 1994, l'Euro 1996 et la Coupe du monde 1998. Il participe à 54 rencontres. Sa carrière en sélection s'arrête en 1998.

## Biographie

### Carrière de joueur

#### En club
Rafael Alkorta rejoint les équipes de jeunes de l'Athletic Bilbao à l'âge de 12 ans. Évoluant au club au sein des différentes catégories d'âge successives, il joue son premier match avec l'équipe réserve qu'est le Bilbao Athletic en septembre 1984 en Segunda División. Il fait ses débuts avec l'équipe première en Primera División le 24 octobre 1987 lors d'un match à l'extérieur contre le Real Valladolid perdu par Bilbao 1-0. Il gagne progressivement sa place dans l'équipe au poste de défenseur central.
En 1993, l'Athletic Bilbao est en situation financière délicate et doit obtenir des recettes pour combler son déficit. Le président du club décide de céder Alkorta au Real Madrid contre 350 millions de pesetas, un transfert mal accepté par une grande partie du public basque,. Alkorta, qui s'engage pour quatre ans, est remplacé par Iñigo Larrainzar, recruté pour 200 millions de pesetas. Au sein du Real Madrid, Alkorta forme une paire de centraux reconnue avec Fernando Hierro, notamment en 1996-1997,. Alkorta gagne le championnat d'Espagne en 1995 et en 1997 avec ce club ainsi que la Supercoupe d'Espagne en 1993, il en est finaliste en 1995.
Alkorta fait son retour à Bilbao en 1997, pendant qu'Aitor Karanka fait le chemin inverse. Alkorta fait partie de l'équipe de Bilbao vice-championne d'Espagne en 1997-1998, ce qui lui permet de se qualifier pour la Ligue des champions en 1998-1999. Ses saisons suivantes sont perturbées par des blessures et il arrête sa carrière de joueur en 2002. Lors de sa dernière saison, il ne peut pas jouer les 15 rencontres lui permettant de valider une prolongation de contrat d'un an. Alkorta critique le comportement vis-à-vis de lui de l'entraîneur du club, Jupp Heynckes, neuf ans après l'avoir déjà mis en cause lors de son départ pour le Real Madrid,.

#### En sélection
La première sélection en équipe nationale de Rafael Alkorta a lieu à l'extérieur le 26 mai 1990 contre la Yougoslavie. La rencontre se solde par une victoire espagnole 1-0. Il participe dans la foulée à la Coupe du monde 1990, sélectionné par Luis Suárez.
Convoqué par Javier Clemente pour jouer contre l'Angleterre en septembre 1992, Rafael Alkorta se blesse lors du dernier match de championnat précédant ce match lors d'un match disputé face au Cádiz CF. Atteint d'une contracture musculaire, il doit déclarer forfait. Clemente le sélectionne ensuite pour disputer la Coupe du monde 1994, l'Euro 1996 et la Coupe du monde 1998. Ses 54 sélections en équipe nationale se soldent par 32 victoires, 15 matchs nuls et sept défaites. Clemente l'utilise dans un rôle différent de ce qu'il fait en club, le faisant jouer milieu défensif au lieu de défenseur central.
Alkorta participe à 4 rencontres avec la sélection régionale du Pays basque entre 1994 et 1999.

### Après-carrière
Après avoir passé et obtenu ses diplômes d'entraîneur, Rafael Alkorta devient adjoint de Míchel lors de ses passages sur le banc de l'Olympiakos Le Pirée puis de l'Olympique de Marseille. En décembre 2018, la victoire d'Aitor Elizegi à l'élection de président de l'Athletic Bilbao entraîne la nomination d'Alkorta au poste de directeur sportif du club basque.
Avant de prendre ce dernier poste, Alkorta a travaillé comme commentateur sportif pour divers médias espagnols, en radio ou en télévision, dans des programmes traitant de l'Athletic Bilbao ou du Real Madrid.

## Palmarès
Sous les couleurs du Real Madrid, Rafael Alkorta remporte le championnat d'Espagne à deux reprises, en 1995 et 1997. Il remporte également la Supercoupe d'Espagne en 1993 et en est finaliste en 1995.

## Statistiques
Le tableau ci-dessous résume les statistiques en match officiel de Rafael Alkorta durant sa carrière de joueur professionnel,.
| Saison                | Club                  | Championnat           | Championnat | Championnat | Coupe(s) nationale(s) | Coupe(s) nationale(s) | Supercoupe | Supercoupe | Compétition(s) continentale(s) | Compétition(s) continentale(s) | Compétition(s) continentale(s) | Espagne | Espagne | Total | Total |
| Saison                | Club                  | Division              | M.          | B.          | M.                    | B.                    | M.         | B.         | Comp.                          | M.                             | B.                             | M.      | B.      | M.    | B.    |
| 1984-1985             | Bilbao Athletic       | Segunda División      | 1           | 0           | -                     | -                     | -          | -          | -                              | -                              | -                              | -       | -       | 1     | 0     |
| 1985-1986             | Bilbao Athletic       | Segunda División      | 4           | 0           | -                     | -                     | -          | -          | -                              | -                              | -                              | -       | -       | 4     | 0     |
| 1986-1987             | Bilbao Athletic       | Segunda División      | 26          | 1           | 1                     | 0                     | -          | -          | -                              | -                              | -                              | -       | -       | 27    | 1     |
| 1987-1988             | Bilbao Athletic       | Segunda División      | 13          | 1           | -                     | -                     | -          | -          | -                              | -                              | -                              | -       | -       | 13    | 1     |
| 1987-1988             | Athletic Bilbao       | Primera División      | 21          | 1           | -                     | -                     | -          | -          | -                              | -                              | -                              | -       | -       | 21    | 1     |
| 1988-1989             | Athletic Bilbao       | Primera División      | 33          | 0           | 4                     | 0                     | -          | -          | C3                             | 4                              | 0                              | -       | -       | 41    | 0     |
| 1989-1990             | Athletic Bilbao       | Primera División      | 37          | 1           | 4                     | 0                     | -          | -          | -                              | -                              | -                              | 2       | 0       | 43    | 1     |
| 1990-1991             | Athletic Bilbao       | Primera División      | 35          | 0           | 3                     | 0                     | -          | -          | -                              | -                              | -                              | 4       | 0       | 42    | 0     |
| 1991-1992             | Athletic Bilbao       | Primera División      | 17          | 0           | 3                     | 0                     | -          | -          | -                              | -                              | -                              | -       | -       | 20    | 0     |
| 1992-1993             | Athletic Bilbao       | Primera División      | 29          | 0           | 1                     | 0                     | -          | -          | -                              | -                              | -                              | 5       | 0       | 35    | 0     |
| 1993-1994             | Real Madrid           | Primera División      | 32          | 0           | 4                     | 0                     | 2          | 0          | C2                             | 5                              | 0                              | 12      | 0       | 55    | 0     |
| 1994-1995             | Real Madrid           | Primera División      | 9           | 0           | 1                     | 0                     | -          | -          | C3                             | 4                              | 0                              | 7       | 0       | 21    | 0     |
| 1995-1996             | Real Madrid           | Primera División      | 26          | 2           | -                     | -                     | 1          | 0          | C1                             | 5                              | 0                              | 9       | 0       | 41    | 2     |
| 1996-1997             | Real Madrid           | Primera División      | 40          | 0           | 5                     | 1                     | -          | -          | -                              | -                              | -                              | 6       | 0       | 51    | 1     |
| 1997-1998             | Athletic Bilbao       | Primera División      | 29          | 1           | 3                     | 0                     | -          | -          | C3                             | 2                              | 0                              | 6       | 0       | 40    | 1     |
| 1998-1999             | Athletic Bilbao       | Primera División      | 15          | 1           | 1                     | 0                     | -          | -          | C1                             | 4                              | 0                              | 3       | 0       | 23    | 1     |
| 1999-2000             | Athletic Bilbao       | Primera División      | 24          | 1           | 2                     | 0                     | -          | -          | -                              | -                              | -                              | -       | -       | 26    | 1     |
| 2000-2001             | Athletic Bilbao       | Primera División      | 17          | 0           | -                     | -                     | -          | -          | -                              | -                              | -                              | -       | -       | 17    | 0     |
| 2001-2002             | Athletic Bilbao       | Primera División      | 6           | 1           | -                     | -                     | -          | -          | -                              | -                              | -                              | -       | -       | 6     | 1     |
| Total sur la carrière | Total sur la carrière | Total sur la carrière | 414         | 10          | 32                    | 1                     | 3          | 0          | -                              | 24                             | 0                              | 54      | 0       | 527   | 11    |